# Оятева, Елена Ивановна
Елена Ивановна Оятева (9 мая 1923-28 февраля 2021) — старший научный сотрудник Отдела археологии Восточной Европы и Сибири Государственного Эрмитажа. Работает в Государственном Эрмитаже на протяжении 70 лет.
Более полувека является хранителем фондовой коллекции «Древности раннего железного века Приуралья», насчитывающей около 36000 предметов.

## Научная деятельность

### Исследования звериного стиля
Несколько десятилетий занималась проблематикой пермского звериного стиля, изучила и самые знаменитые, и малоизвестные неспециалистам отливки, расшифровала их семантику.
Елена Ивановна признанный специалист в исследовании искусства древних племен Прикамья, создавшая свою собственную методику изучения этого культурного феномена и определившая новое направление в его понимании.
На основе установленной взаимосвязи изобразительных сюжетов с фольклорными и этнографическими данными создана и авторская методика расшифровки системы художественного «языка» носителей пермского звериного стиля.
Выступает с публичными лекциями, в частности в 2011 году на Международном форуме «Звериный стиль в коллекциях музеев» проводимом во время фестиваля "Белые Ночи в Перми".

### Древнерусская кожаная обувь
В 1960-х годах являлась постоянным сотрудником Псковской экспедиции и в течение нескольких лет занималась изучением древних псковских кожаных изделий, главным образом вопросами эволюции обуви за период времени с XI по XIV в. Её исследования по древним кожаным изделиям особенно выделяются специалистами — в частности, Елена Ивановна разработала методику «технолого-типологической классификации» древнерусской кожаной обуви.
Также автор специального исследования кожаной обуви нижнего слоя Ладоги, посвященному своеобразию и отличию от распространенных форм обуви в древнерусских городах (XI-XII вв.), где отмечено что аналогии ладожской обуви встречены лишь в нижних слоях северных городов (Новгород, Псков, Белоозеро).
В 2013 году прочла доклад "Куда ушли лоси-люди?" в лектории Фондохранилища Государственного Эрмитажа в Старой Деревне.

## Научные работы
Автор более 20 научных работ, в том числе:
- Оятева Е. И., Игнатьева О. В., Белавин А. М. Пермский звериный стиль в сокровищнице Государственного Эрмитажа: монография. — Пермь: Изд-во Пермского государственного педагогического университета (ПГПУ), 2009. 159 с.
- Оятева Е. И. Искусство Прикамья по материалам художественной металлической пластики (Сборник научных трудов). — Пермь: Изд-во ПГПУ, 2003.
- Обувь и другие кожаные изделия древнего Пскова // Археологический сборник Государственного Эрмитажа. Вып. 4. — Л., 1962. — С. 77—94.
- Обувь и другие кожаные изделия из Старой Ладоги // Археологический сборник Государственного Эрмитажа. Вып. 7. — Л.: Сов. художник, 1965. — С. 42—59.
- Мифологические персонажи и их отражение в художественной пластике Прикамья I — начала II тыс. н. э. // Археологический сборник Государственного Эрмитажа. Вып. 35. — СПб., 2001. — С. 152—165.
- Обувь  из  раскопок  Переяславля-Рязанского // Археология Рязанской земли. М., 1974. С.191.
- Кожаная обувь из средневековых городов Польши (краткий обзор публикаций) Архивная копия от 22 августа 2017 на Wayback Machine // Археологический сборник Государственного Эрмитажа, № 12 за 1970 год
- Осебергская обувь // Скандинавский сборник XX. – Таллин: Ээсти Раамат, 1975

## Награды
Заслуженный работник культуры Российской Федерации (2015).